# Francisco de Navarrete y Ribera
Francisco de Navarrete y Ribera (Sevilla, 1592 - 1650), dramaturgo y novelista español barroco del Siglo de Oro.

## Biografía
Fue notario apostólico del Papa en la Corte de Madrid y amigo de Lope de Vega. Según Bartolomé José Gallardo, estuvo relacionado de algún modo en su juventud con la ciudad de Córdoba y se conservan manuscritos suyos en la Biblioteca capitular de su Catedral. Su actividad literaria se documenta desde 1624, en forma de poemas de circunstancias. Como dramaturgo, cultivó solo los géneros breves: bailes, jácaras y entremeses de muy agudo e irónico sentido del humor. Imprimió una colección de ellos: Flor de Sainetes (1640), que contiene La buscona, La escuela de danzar, El parto de la Rollona, El juez de impertinencias, El baile de Cupido labrador y El testar del avariento. Incluye además La casa del juego, un sainete impreso posteriormente (1644) donde expone las confidencias de un fullero o tramposo para ganar en los juegos de azar. Aficionado a la ludolingüística y a la literatura potencial, lúdica o oulipesca (ya su Flor de sainetes se adornaba con un soneto acróstico de Blas de las Casas, unas octavas también acrósticas de Damián de Frías y un enigma del autor, escribió también la primera novela cortesana que es también un lipograma, La novela de los tres hermanos, escrita sin la letra "A", La novela del caballero invisible, narración disparatada y cargada de absurdos que preanuncia el Surrealismo que aparece como anónima en el volumen de la Biblioteca de Autores Españoles, vol. XXXIII (1854) Novelistas posteriores a Cervantes y un Nuevo modo de escribir en estilo de cuentos, que puede ser definido también como un lipograma, ya que se inicia con los mismos versos de La novela de los tres hermanos:
Premio el lector llevará
quando el discurso leyere
si en alguna línea viere
razón escrita con A.
Escribió además, tal vez (existen numerosos problemas de atribución aún sin deslindar) La carroza de las damas sin la letra "E", La perla de Portugal sin valerse de la "I", La peregrina ermitaña sin recurrir a la "O" y La serrana de Cintia descartando el empleo de la "U". No fue el único en este tipo de artificios: también los practicó su contemporáneo Alonso Alcalá y Herrera, con quien se discute la posible autoría, Carlos Gazulla de Ursino en sus Ensayos y Fernando Jacinto de Zurita y Haro; es más, en el Estebanillo González aparece un largo romance escrito sin la letra "O".